# Kalliope (Königin)

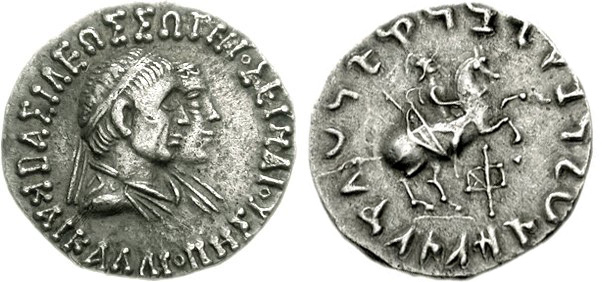
Münze des Hermaios und der Kalliope

Kalliope (altgriechisch Καλλιόπη) war eine indo-griechische Königin und Gattin des Hermaios, der wahrscheinlich im ersten Jahrhundert v. Chr. regierte. Sie erscheint auf einigen Silbermünzen zusammen mit dem Herrscher. Die Abbildung der Gemahlin auf den indo-griechischen Münzprägungen ist sonst nicht üblich, so dass vermutet werden kann, dass Kalliope eine besondere Rolle spielte (vielleicht in der Heiratspolitik der indo-griechischen Staaten), zu der aber wegen fehlender Quellen nichts Bestimmtes gesagt werden kann.